# Lymantriades venosa
Lymantriades venosa är en fjärilsart som beskrevs av Moore 1879. Lymantriades venosa ingår i släktet Lymantriades och familjen tofsspinnare. Inga underarter finns listade i Catalogue of Life.